# Bob Williams
Robert L. "Bob" Williams (Pensacola, Florida; 12 de mayo de 1931 - Rosemount, Minnesota; 19 de enero de 2021) fue un jugador de baloncesto estadounidense que disputó dos temporadas en la NBA, y otras dos con el equipo de exhibición de los Harlem Globetrotters. Con 1,98 metros de estatura, jugaba en la posición de alero. Fue el primer jugador negro en jugar con los Lakers.

## Trayectoria deportiva

### Universidad
Jugó durante una única temporada en los Rattlers de la Universidad Agrónoma y Mecánica de Florida, para posteriormente alistarse en la Fuerza aérea de los Estados Unidos. Fue el primer jugador salido de dicha institución en llegar a jugar en la NBA.

### Profesional
El entrenador de la Universidad de Kentucky, Adolph Rupp, le vio jugar un torneo y quiso incorporarlo a su equipo, pero las autoridades de la universidad no le admitieron por su color de piel, y fue entonces cuando el propio Rupp lo recomendó a los Minneapolis Lakers, quienes le firmaron un contrato por 6.500 dólares en el verano de 1955. Allí, en su primera temporada promedió 3,3 puntos y 2,7 rebotes por partido.
Al año siguiente jugó únicamente cuatro partidos antes de ser despedido, uniéndose entonces a los Harlem Globetrotters, con los que permaneció hasta 1958.

## Estadísticas de su carrera en la NBA

### Temporada regular
| Temporada | Edad | Equipo             | Liga | Pos. | P  | TIT | MIN | TC  | TCA | %TC  | 3P | 3PA | %3P | TL  | TLA | %TL  | R.OF. | R.DEF. | REB | ASIS | ROB | TAP | PER | FP  | PTS |
| 1955-56   | 24   | Minneapolis Lakers | NBA  |      | 20 |     | 8.7 | 1.1 | 2.3 | .457 |    |     |     | 1.2 | 2.3 | .533 |       |        | 2.7 | 0.4  |     |     |     | 1.8 | 3.3 |
| 1956-57   | 25   | Minneapolis Lakers | NBA  |      | 4  |     | 5.0 | 0.3 | 1.0 | .250 |    |     |     | 0.5 | 0.8 | .667 |       |        | 1.3 | 0.0  |     |     |     | 0.5 | 1.0 |
| Total     |      |                    | NBA  |      | 24 |     | 8.0 | 0.9 | 2.1 | .440 |    |     |     | 1.1 | 2.0 | .542 |       |        | 2.5 | 0.3  |     |     |     | 1.6 | 2.9 |